# Europsko prvenstvo u vaterpolu – Utrecht 1966.
Vaterpolsko EP 1966. jedanaesto je izdanje ovog natjecanja. Održano je u Utrechtu u Nizozemskoj od 20. do 27. kolovoza.

## Konačni poredak
| Mj. | Država           |
| --- | ---------------- |
| 1.  | SSSR             |
| 2.  | Istočna Njemačka |
| 3.  | Jugoslavija      |
| 4.  | Italija          |
| 5.  | Mađarska         |
| 6.  | Rumunjska        |
| 7.  | Njemačka         |
| 8.  | Nizozemska       |
| 9.  | Švedska          |
| 10. | Belgija          |
| 11. | Bugarska         |
| 12. | Španjolska       |
| 13. | Francuska        |
| 14. | Čehoslovačka     |
| 15. | Irska            |
| 16. | Turska           |
| 17. | Velika Britanija |

| Pobjednici                  |
| --------------------------- |
| Sovjetski Savez Prvi naslov |